# Mottramit
Mottramit ist ein eher selten vorkommendes Mineral aus der Mineralklasse der wasserfreien Phosphate mit fremden Anionen. Es kristallisiert im orthorhombischen Kristallsystem mit der idealisierten Zusammensetzung PbCu[OH|VO4].
Mottramit ist das Kupfer-Analogon zu Descloizit (PbZn[OH|VO4]) und bildet mit diesem eine lückenlose Mischreihe. In natürlichem Mottramit ist daher meist ein geringer Teil Kupfer durch Zink ersetzt (substituiert), was in der Formel mit in runden Klammern gesetzten Elementsymbolen ausgedrückt wird: Pb(Cu,Zn)[OH|VO4]. In jedem Mischungsverhältnis bilden sich orthorhombische Kristalle mit ähnlichen kristallographischen und physikalischen Eigenschaften. Allerdings ändert sich die Farbe immer mehr in ein bräunliches, fast schwarzes Rot, je höher der Zinkanteil wird. Beim kupferreichen Mottramit ist die Farbe dagegen Grün bis Schwarzgrün.
Das Mineral entwickelt meist unterschiedlich gut geformte Kristalle, kommt aber auch in Form traubiger, dendritischer oder massiger Aggregate sowie Kusten und Überzüge vor. Häufig finden sich auch verschiedene Pseudomorphosen von Mottramit nach Calcit oder Kupfer.

## Etymologie und Geschichte
Erstmals entdeckt wurde Mottramit nahe Alderley Edge und Mottram in der englischen Grafschaft Cheshire und an anderen Fundorten. Beschrieben wurde das Mineral 1876 durch Henry Enfield Roscoe, der es nach der Typlokalität Mottram benannte.

## Klassifikation
In der mittlerweile veralteten, aber noch gebräuchlichen 8. Auflage der Mineralsystematik nach Strunz gehörte der Mottramit zur Mineralklasse der „Phosphate, Arsenate und Vanadate“ und dort zur Abteilung der „Wasserfreien Phosphate mit fremden Anionen“, wo er zusammen mit Arsendescloizit, Čechit, Descloizit und Pyrobelonit die „Descloizitgruppe“ mit der System-Nr. VII/B.27 bildete.
Die seit 2001 gültige und von der International Mineralogical Association (IMA) verwendete 9. Auflage der Strunz’schen Mineralsystematik ordnet den Mottramit ebenfalls in die Klasse der „Phosphate, Arsenate und Vanadate“ und dort in die Abteilung der „Phosphate usw. mit zusätzlichen Anionen; ohne H2O“ ein. Diese Abteilung ist allerdings weiter unterteilt nach der Größe der beteiligten Kationen und dem Stoffmengenverhältnis der zusätzlichen Anionen (OH usw.) zum Phosphat-, Arsenat- bzw. Vanadatkomplex (RO4), so dass das Mineral entsprechend seiner Zusammensetzung in der Unterabteilung „Mit mittelgroßen und meist großen Kationen; (OH usw.) : RO4 = 1 : 1“ zu finden ist, wo es ebenfalls die „Descloizitgruppe“ mit der System-Nr. 8.BH.40 und den weiteren Mitgliedern Čechit, Descloizit und Pyrobelonit bildet.
Auch die Systematik der Minerale nach Dana ordnet den Mottramit in die Klasse der „Phosphate, Arsenate und Vanadate“ und dort in die Abteilung der „Wasserfreien Phosphate etc., mit Hydroxyl oder Halogen“. Hier ist er ebenfalls Teil der „Descloizitgruppe“ mit der System-Nr. 41.05.02 und den weiteren Mitgliedern Descloizit, Pyrobelonit, Čechit und Duftit-Alpha innerhalb der Unterabteilung „Wasserfreie Phosphate etc., mit Hydroxyl oder Halogen mit (AB)2(XO4)Zq“ zu finden.

## Bildung und Fundorte
Mottramit ist ebenso wie Descloizit ein typisches Sekundärmineral, das sich durch Oxidation vorwiegend in Blei-Zink-Kupfererz-Lagerstätten bildet. Begleitminerale sind neben Descloizit unter anderem noch Azurit, Calcit, Cerussit, Dioptas, Duftit, Mimetesit, Vanadinit und Wulfenit.
Als eher seltene Mineralbildung kann Mottramit an verschiedenen Fundorten zum Teil zwar reichlich vorhanden sein, insgesamt ist er aber wenig verbreitet. Als bekannt gelten bisher rund 300 Fundorte. Neben seiner Typlokalität Mottram trat das Mineral im Vereinigten Königreich noch an mehreren Orten in den Grafschaften Cornwall, Cumbria und Leicestershire sowie in der „Pim Hill Mine“ bei Shrewsbury und im Steinbruch „Judkins“ bei Nuneaton in England auf. In Schottland konnte Mottramit unter anderem in der Umgebung von Wanlockhead (Dumfries and Galloway) und Leadhills (Strathclyde) gefunden werden.
Reichhaltige Mottramitfunde kennt man vor allem aus der „Tsumeb Mine“ in Namibia, wo neben unterschiedlichen Paragenesen auch Pseudomorphosen nach Calcit und Kupfer zutage traten.
In Deutschland trat das Mineral bisher vor allem im Schwarzwald (z. B. Grube Clara) in Baden-Württemberg, in der Gemeinde Lautertal im hessischen Odenwald, bei Bad Lauterberg und Sankt Andreasberg in Niedersachsen, in der Grube „Ferdinande“ nahe Heiligenhaus im Kreis Mettmann in Nordrhein-Westfalen, an mehreren Orten in der Eifel (Andernach, Ettringer Bellerberg), von Nordrhein-Westfalen bis Rheinland-Pfalz, bei Krettnich/Wadern im Saarland, bei Sayda und Schneeberg im sächsischen Erzgebirge sowie an der Nordküste von Helgoland in Schleswig-Holstein auf.
In Österreich fand sich Mottramit bisher im Kleinelendtal in der Ankogelgruppe und im Plachgraben in der Koralpe in Kärnten, am Nasenkopf im Habachtal und in der Grube „Stüblbau“ in der Salzburger Region Lungau (Bezirk Tamsweg), im Basalt-Steinbruch in der steiermarker Gemeinde Klöch und in der Grube „Fuchsloch“ im Tiroler Teil des Inntals.
In der Schweiz ist Mottramit bisher nur vom Albignagletscher im Kanton Graubünden und aus Saint-Luc VS im Kanton Wallis bekannt.
Weitere Fundorte liegen unter anderem in Argentinien, Australien, Bolivien, Brasilien, Chile, Frankreich, Gabun, Kanada, Kirgisistan, der Demokratischen Republik Kongo (Zaire), Italien, Japan, Madagaskar, Marokko, Mexiko, Namibia, Polen, Russland, Sambia, Schweden, Spanien, Südafrika, Tschechien sowie mehrere Bundesstaaten in den USA.

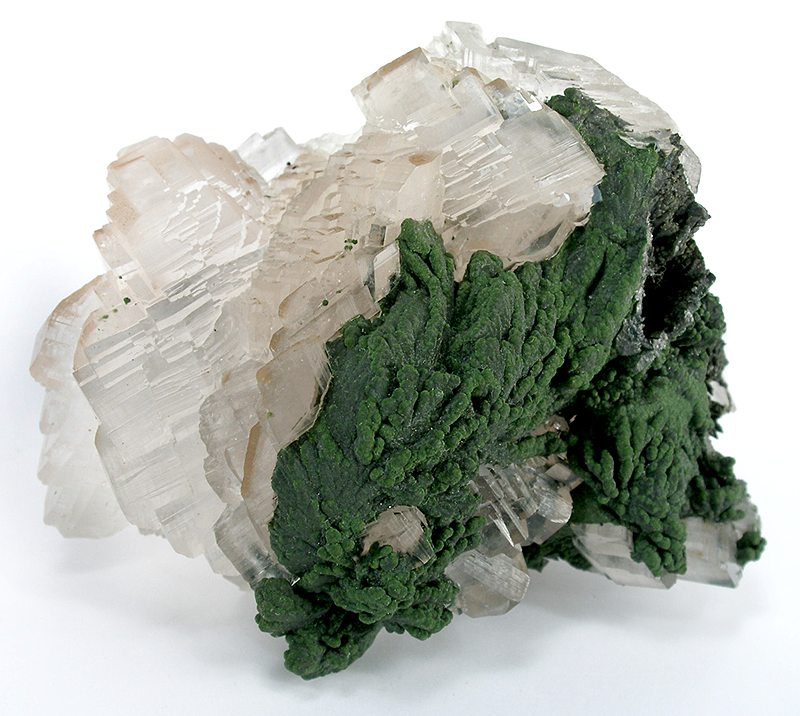
Calcit und Mottramit aus der „Tsumeb Mine“, Namibia (Größe: 8,8 × 7,3 × 4,3 cm)
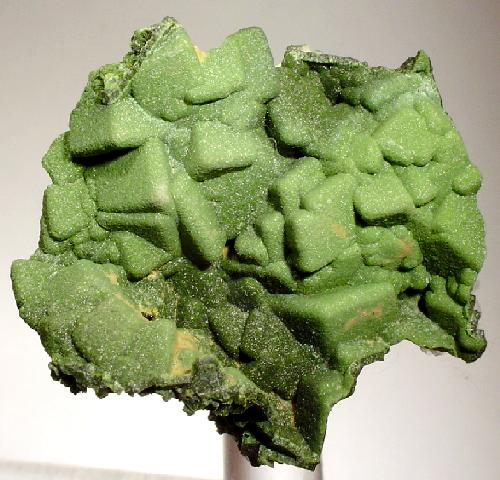
Mottramit-Pseudomorphose nach Calcit... (Größe: 3,0 × 3,0 × 1,3 cm)
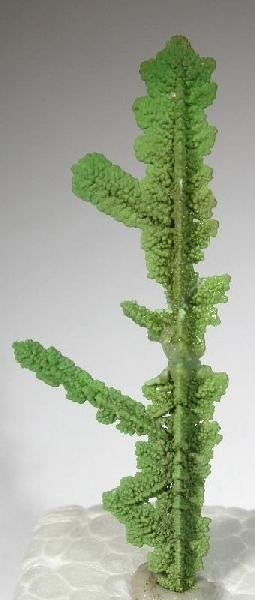
...und nach Kupfer aus demselben Fundort (Größe: 3,1 × 1,2 × 0,2 cm)
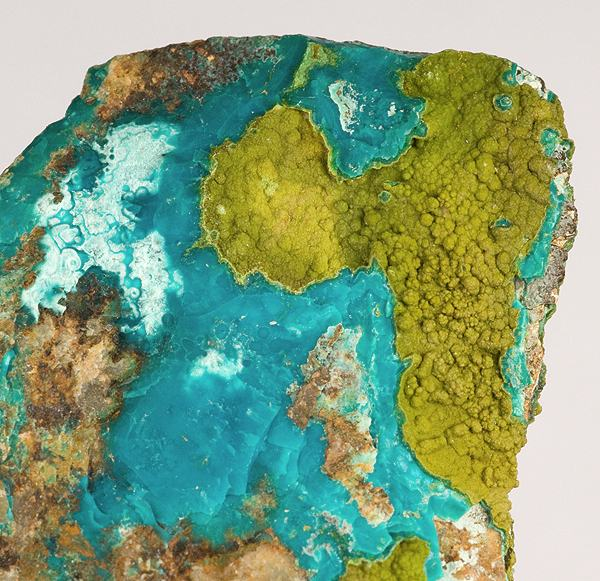
Mottramit (grünlichgelb) und Chrysokoll (bläulich) aus der Long Chance & Vanelmart Mine, Mono County, Kalifornien, USA (Gesamtgröße: 8,0 × 3,0 × 3,4 cm)

## Kristallstruktur
Mottramit kristallisiert orthorhombisch in der Raumgruppe Pnam (Raumgruppen-Nr. 62, Stellung 6) mit den Gitterparametern a = 7,68 Å; b = 9,32 Å und c = 6,05 Å sowie 4 Formeleinheiten pro Elementarzelle.

## Verwendung
Mottramit hat außer als Mineralprobe keine besondere wirtschaftliche Bedeutung.